# Atossa clusii
Atossa clusii là một loài thực vật có hoa trong họ Đậu. Loài này được (Spreng.) Alef. mô tả khoa học đầu tiên năm 1861.